# Teletón Costa Rica
A Teletón Costa Rica é uma maratona beneficente televisiva realizado anualmente nesse país desde 1984. A Teletón Costa Rica é organizada pelo Clube Activo 20-30 Internacional de San José. Também se conta com o apoio da Organização Internacional de Teletones (ORITEL), uma organização promotora de ajuda voluntária que realiza eventos teletón em mais de doze países.
A Teletón costarricense consiste num programa de televisão de 27 horas ininterruptas de duração, produzido e transmitido por quase todas as cadeias de televisão desse país, Teletica, Repretel, Canal 9 (Costa Rica), Canal 13 (Sinart), e na que participam todos os meios de comunicação escritos e radiais. Sua primeira campanha foi em 7 e 8 de dezembro de 1984 ,Os fundos arrecadados pelo evento, geralmente realizado o primeiro fim de semana de dezembro, são utilizados para a manutenção de áreas do Hospital Nacional de Meninos. A partir de 2011 também se ajuda a outros centros médicos de Costa Rica.
A Teletón 2012 foi realizada nos dias 30 de novembro e 1 de dezembro, com o lema «Estamos Todos Juntos».
Para a edição de 2013, a Teletón mudou de sede pela primeira vez depois de 12 anos realizando no Palácio dos Desportos em Heredia, agora a realiza desde a BN Areia na Cidade Desportiva de Hatillo nos dias 6 e 7 de dezembro.
A Teletón 2015 realizou-se nos dias 4 e 5 de dezembro procurou com o fim de arrecadar ¢710.002.030 e depois de 28 horas de transmissão conseguiu ¢ 712.425.625 os quais investir-se-ão na compra de uma equipa portátil digital de Raios X ao Hospital Nacional de Meninos e equipamento medico para as áreas de neonatología dos Hospitais de Cidade Neily ,San Ramón e Cidade Cortês.

## História
Nasce em 1984, cria-se para contribuir na construção e equipamento de quatro Centros de Reabilitação Integral para Pessoas com Discapacidade em zonas de Santa Cruz, San Carlos, Pérez Zeledón, Limão e Puntarenas.
Logo, a partir de 1995, os fundos destinaram-se a realizar melhoras no Hospital Nacional de Niños. Construiu-se a Torre de Especialidades Médicas de dito Hospital que teve um valor de $4.200.000 entre as teletones de 1995-1999.
Na teleton 2000 arrecadou-se um total de ¢191.029.207 que se destinaram ao área de neonatos do mesmo hospital e também os hospitais de Cidade Neily, San Carlos , Limão , Alajuela , Cartago e San Juan de Deus.
Durante os anos seguintes, destinaram-se os fundos a melhoras de dito hospital, bem como a construção do Centro do Tamizaje deste Hospital no ano 2001, também o investimento do anteprojecto e a elaboração de planos para a construção da Torre de Cuidados Críticos do mesmo Hospital entre os anos 2002-2006 que somaram ¢1.333.016.044,20 , bem como pára compra-a de um Tomógrafo Axial Computarizado (TAC) no ano 2004 .
Na teletón 2007 arrecado ¢437.929.823,00 os quais foram utilizados na compra de equipas para o área de Cardiología, para o Banco de Sangue e para o área de psiquiatría do Hospital Nacional de Niños.
Na Teletón 2008 arrecado um total que foi de ¢515.000.000,00. Esta arrecadação foi destinada, à criação do 1 er Banco de Pele em Centroamérica, a compra-a de equipas para a unidade de queimados e equipas para o área de Reabilitação; ademais destinaram-se recursos para o Banco.
Durante a Teletón 2009 arrecadou-se um total de ¢503.922.095,00 os quais têm sido destinados para a compra de equipas para o área de Trauma e Reabilitação do Hospital Nacional de Niños.
No 2010 Arrecadaram-se ¢534.508.879,00 destinaram-se para equipar as unidades de Neumología, Gastroenterología e Neurología do Hospital Nacional de Niños.
A Teletón 2011 conseguiu arrecadar ¢848.317.345,00 para equipar as unidades de Neonatos e cuidados intensivos do Hospital Nacional de Niños e o área de Pediatría dos Hospitais de Puntarenas e de Pérez Zeledón.
Na edição 2012 consegue arrecadar a soma de ¢825.000.000 que foram entregues em equipa médica ao área de Ortopedia do Hospital Nacional de Meninos e ao área de Neonatología do Hospital de Limón.
Para a edição de 2013 conseguiu um monte total de ¢729.854.523 os quais foram utilizados para a compra de um Neuronavegador ao Hospital de Meninos, também equipa médica às áreas de neonatos dos hospitais de Liberia (Hospital Enrique Baltodano), Nicoya (Hospital Da Anexión) e Upala.
Em 2014 a Teletón conseguiu  ¢710.383.974 depois de quase 29 horas de transmissão os quais se investiram na compra de um tomografo axial computarizado (TAC) ao Hospital Nacional de Meninos e compra de equipas para a área de pediatria dos hospitais de San Carlos e Turrialba.
Desde a Teletón 2011 destinaram-se fundos à melhora das áreas de Pediatría dos demais Hospitais do País. Na Teletón 2014 foi a primeira vez que uma teleton traspassasse fronteiras, onde foi em Estados Unidos

## Resumo histórico
| Ano  | Data                           | Lema                      | Criança Símbolo        | Meta1          | Arrecadação2 |
| ---- | ------------------------------ | ------------------------- | ---------------------- | -------------- | ------------ |
| 1995 | 8 e 9 de dezembro              | Juntos todo é possível    | -                      | 70 000 000     | 92 000 000   |
| 1996 | 6 e 7 de dezembro              | Juntos todo é possível    | -                      | 86 000 000     | 87 000 000   |
| 1997 | 5 e 6 de dezembro              | Juntos todo é possível    | Robert Hernandez       | 100 000 000    | 111 027 612  |
| 1998 | 4 e 5 de dezembro              | Juntos todo é possível    | -                      | 120 000 000    | 126 000 000  |
| 1999 | 3 e 4 de dezembro              | Juntos todo é possível    | -                      | 150 000 000    | 170 848 899  |
| 2000 | 8 e 9 de dezembro              | Juntos todo é possível    | -                      | 165 000 000    | 195 029 207  |
| 2001 | 7 e 8 de dezembro              | Juntos todo é possível    | -                      | 175 000 000    | 190 512 955  |
| 2002 | 6 e 7 de dezembro              | Juntos todo é possível    | -                      | 185 000 000    |              |
| 2003 | 5 e 6 de dezembro              | Juntos todo é possível    | Esteban Ramirez        | 200 000 000    | 209 000 000  |
| 2004 | 3 e 4 de dezembro              | Juntos todo é possível    | Maria do Mar Valverde  | 250 000 000    | 295 400 000  |
| 2005 | 2 e 3 de dezembro              | Juntos todo é possível    | -                      | 250 000 000    | 299 710 000  |
| 2006 | 8 e 9 de dezembro              | Juntos todo é possível    | Carolina Salazar       | 300 000 000    | 302 241 068  |
| 2007 | 7 e 8 de dezembro              | Juntos todo é possível    | Diego Cortês Guevara   | 400 000 000    | 437 929 823  |
| 2008 | 5 e 6 de dezembro              | Juntos todo é possível    | Cristal Pérez Ramírez  | 450 000 000    | 515 000 000  |
| 2009 | 4 e 5 de dezembro              | Juntos todo é possível    | María Alejandra Porras | 500 000 000    | 503 922 095  |
| 2010 | 3 e 4 de dezembro              | Juntos cumpriremos sonhos | Terry Murillo          | 500 000 000    | 534 508 879  |
| 2011 | 2 e 3 de dezembro              | Apressados por viver      | Cripzy Yariana Arroio  | 550 000 000    | 638 149 817  |
| 2012 | 30 de novembro e 1 de dezembro | Estamos todos juntos      | Jostin Obando          | 630 000 000    | 818 228 371  |
| 2013 | 6 e 7 de dezembro              | Semeemos vida             | Alejandra Ruiz         | 700 000 000    | 703 815 245  |
| 2014 | 5 e 6 de dezembro              | Unidos por amor           | Sofia Escalante        | 703 000 000 +1 | 710 383 974  |
| 2015 | 4 e 5 de dezembro              | Abre teu coração          | Monica Palácios        | 710 002 030    | 712 425 605  |

Notas:
1. Colones da época.
2. Colones da época. Cifras contribuídas pelo Clube Activo 20-30, e que não reflete em todos os casos a arrecadação final, a qual pode ser bastante superior.

## Evento Teletón
Ainda que o Clube Activo 20-30 de San José recebe contribuas financeiros ao longo do ano, é graças à Teletón onde se arrecada a maior quantidade de rendimentos utilizados para a administração dos centros médicos do país.

### Campanha
Meses dantes do evento, o Clube Activo 20-30 inicia a campanha para incentivar à sociedade a participar na obra benéfica. A ela se somam as cadeias de televisão aberta costarricense, diversas meios de comunicação como estações de rádio e jornais, diversos rostos televisivos e desportivos e mais de uma dezena de empresas patrocinadoras.

### Empresas patrocinadoras
Na cada edição da Teletón, mais de uma dezena de empresas comprometem-se a ser patrocinadores oficiais da Teletón.
Para ser uma das empresas patrocinadoras, devem ser marcas de consumo em massa, líderes no mercado, de importância na canasta familiar. Ademais, as empresas não devem ser concorrência entre si e deve existir um banco, destinado à operação do processo de doações, também não podem ser empresas patrocinadoras os meios de comunicação. A mudança, as empresas patrocinadoras devem dar uma importante soma de dinheiro durante a campanha, financiar actividades de difusão e produção da campanha.
Com a participação das empresas patrocinadoras, a Teletón consegue financiar grande parte dos custos publicitários do evento e consegue gerar presença ao associar-se com empresas líderes do mercado. As empresas associadas, por outro lado, melhoram sua imagem e promovem seus principais produtos utilizando a alguns dos rostos mais populares da nação.

### Transmissão

BN Areia lugar onde se desenvolve a Teletón

O ponto culmine da campanha é o evento televisivo da Teletón, dá-se início a partir de 9 da noite (hora costarricense). O evento desenvolve-se principalmente na BN Areia da Cidade Desportiva de Hatillo em San José; anteriormente realizada no Palácio dos Desportos em Heredia , partindo com o discurso inicial do Presidente de Costa Rica.
Depois da abertura, diversos artistas nacionais e internacionais realizam apresentações intercaladas com as doações e as histórias de pessoas tratadas nos diversos hospitais apoiados pela Teletón. Ao longo das 27 horas, sucedem-se diversos contactos ao vivo ao longo do país com as diversas "Mini Teletones".
Realizam-se diversos blocos, geralmente liderados por diferentes rostos representativos da televisão costarricense. Em todas as cidades do país e diversas organizações, se realizam eventos simultâneos para poder incentivar à população local para que participe e para arrecadar dinheiro destinado para a Teletón.
Em 2014 a Teletón teve que finalizar à 1:00 da madrugada até chegar à meta, que se dispunha.
Alguns dos artistas internacionais que se apresentaram na Teletón são Comando Tiburón, Eddy Lover, Lourdes Robles, Sonora Dinamita, Cali & O Dandee, Noel Schajris, Nigga, Amaury Gutiérrez, Fanny Lu, Maite Perroni, Jencarlos Canela, María Conchita Alonso, entre muitos outros.

### Canais transmissores
- Repretel
- Teletica
- Canal 9 (Costa Rica)
- Canal 13 (Sinart)
- Canal 29 (VM Latino)
- Canal 42 (Extra TV)
- Tv Fides 40
- Canal 33 (Parte de Teletica)